# Apache Hadoop
Apache Hadoop是一款支持數據密集型分佈式應用程序并以Apache 2.0許可協議發佈的開源軟體框架，有助于使用许多计算机组成的网络来解决数据、计算密集型的问题。基于MapReduce计算模型，它为大数据的分布式存储与处理提供了一个软件框架。所有的Hadoop模块都有一个基本假设，即硬件故障是常见情况，应该由框架自动处理。
Apache Hadoop的核心模块分为存储和计算模块，前者被称为Hadoop分布式文件系统（HDFS），后者即MapReduce计算模型。Hadoop框架先将文件分成数据块并分布式地存储在集群的计算节点中，接着将负责计算任务的代码传送给各节点，让其能够并行地处理数据。这种方法有效利用了数据局部性，令各节点分别处理其能够访问的数据。与传统的超级计算机架构相比，这使得数据集的处理速度更快、效率更高。
Apache Hadoop框架由以下基本模块构成：
- Hadoop Common – 包含了其他Hadoop 模块所需的库和实用程序；
- Hadoop Distributed File System (HDFS) – 一种将数据存储在集群中多个节点中的分布式文件系统，能够提供很高的带宽；
- Hadoop YARN – （于2012年引入） 一个负责管理集群中计算资源，并实现用户程序调度的平台[6][7]；
- Hadoop MapReduce – 用于大规模数据处理的MapReduce计算模型实现；
- Hadoop Ozone – （于2020年引入） Hadoop的对象存储。

Hadoop 一词通常代指其基本模块和子模块以及生态系统，或可以安装在 Hadoop 之上的软件包的集合，例如Apache Pig、Apache Hive、Apache HBase、Apache Phoenix、Apache Spark、Apache ZooKeeper、Cloudera Impala、Apache Flume、Apache Sqoop、Apache Oozie和Apache Storm。 
Apache Hadoop的MapReduce和HDFS模块的灵感来源于Google的MapReduce和Google File System论文。
Hadoop 框架本身主要是用Java编程语言编写的，也包括了一些C语言编写的本机代码和Shell脚本编写的命令行实用程序。尽管MapReduce Java代码很常见，但任何编程语言都可以与Hadoop Streaming一起使用来实现用户程序的map和reduce部分。Hadoop 生态系统中的其他项目实现了更为丰富的用户界面。

## 主要子项目

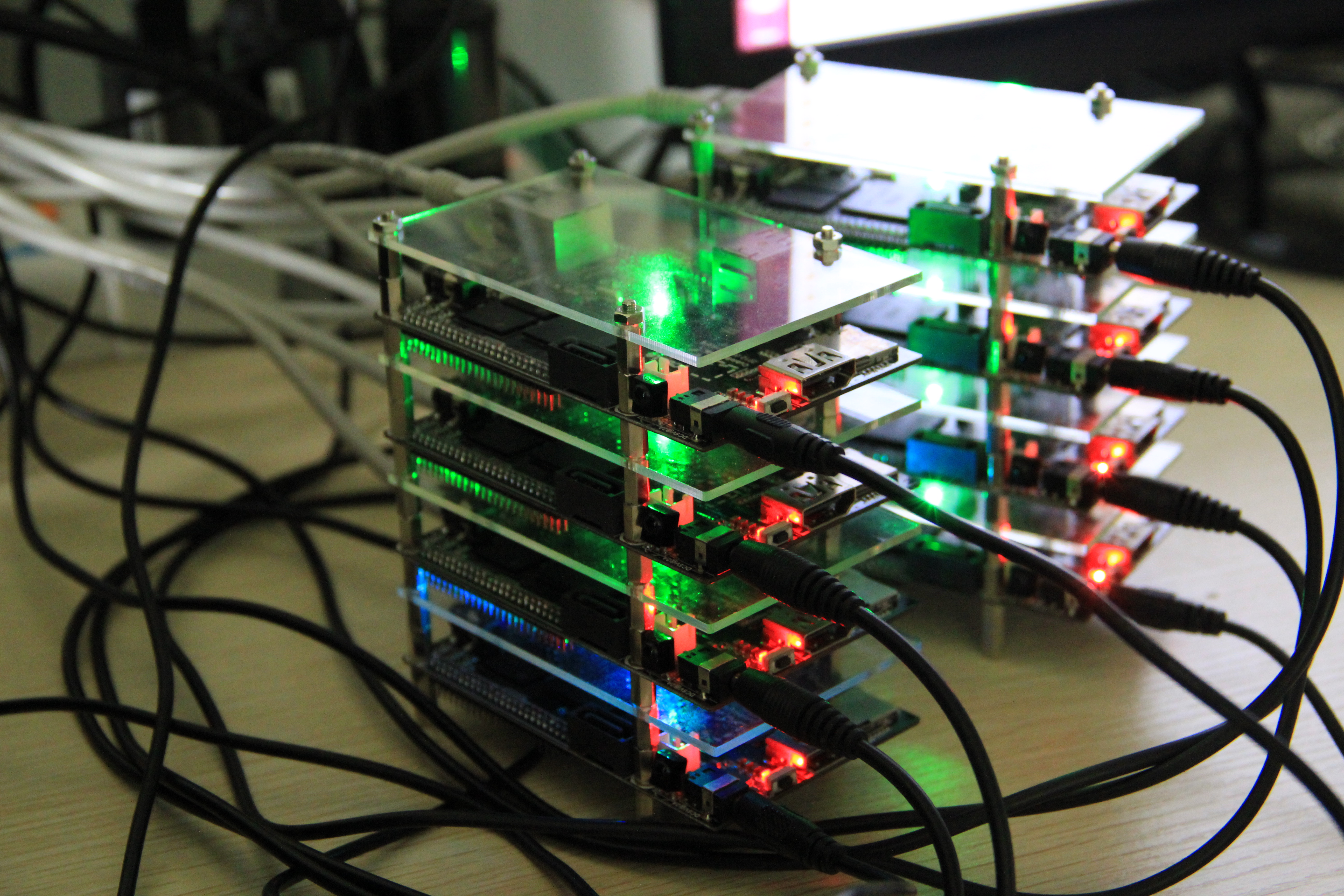
Hadoop小计算机集群用Cubieboard电脑。

- Hadoop Common：在0.20及以前的版本中，包含HDFS、MapReduce和其他项目公共内容，从0.21开始HDFS和MapReduce被分离为独立的子项目，其余内容为Hadoop Common
- HDFS：Hadoop分佈式文件系統（Distributed File System）－HDFS（Hadoop Distributed File System）
- MapReduce：并行计算框架，0.20前使用org.apache.hadoop.mapred旧接口，0.20版本开始引入org.apache.hadoop.mapreduce的新API

## 相關项目
- Apache HBase：分布式NoSQL列数据库，类似谷歌公司BigTable。
- Apache Hive：构建于hadoop之上的数据仓库，通过一种类SQL语言HiveQL为用户提供数据的归纳、查询和分析等功能。Hive最初由Facebook贡献。
- Apache Mahout：机器学习算法软件包。
- Apache Sqoop：结构化数据（如关系数据库）与Apache Hadoop之间的数据转换工具。
- Apache ZooKeeper：分布式锁设施，提供类似Google Chubby的功能，由Facebook贡献。
- Apache Avro：新的数据序列化格式与传输工具，将逐步取代Hadoop原有的IPC机制。

## 知名用戶

### Hadoop在Yahoo!的應用
2008年2月19日，雅虎使用10,000個微處理器核心的Linux计算机集群運行一個Hadoop應用程式。

### 其他用戶
其他知名用戶包括：
- A9.com
- Facebook
- Fox Interactive Media
- 华为
- IBM
- ImageShack
- 資訊科學研究院
- Joost
- Last.fm
- Powerset
- 紐約時報
- Rackspace
- Veoh
- 中華電信
- 中国移动

## Hadoop與Sun Grid Engine
昇陽電腦的Sun Grid Engine可以用来调度Hadoop Job。

## Hadoop與Condor
威斯康辛大學麥迪遜分校的Condor計算機集群軟件也可以用作Hadoop Job的排程。

## 外部連結
- Hadoop官方網站（页面存档备份，存于）